# Мура (Італія)
Мура (італ. Mura) — муніципалітет в Італії, у регіоні Ломбардія, провінція Брешія.
Мура розташована на відстані близько 460 км на північ від Рима, 95 км на схід від Мілана, 24 км на північ від Брешії.
Населення — 798 осіб (2014).

## Демографія
Населення за роками:

Станом на 1 січня 2023 року в муніципалітеті офіційно проживало 75 іноземців з 8 країн, серед них 21 громадянин країн Євросоюзу та 8 громадян України.

## Сусідні муніципалітети
- Касто
- Пертіка-Альта
- Вестоне